# Casatejada
Casatejada es un municipio español, en la provincia de Cáceres, comunidad autónoma de Extremadura. Se sitúa en el Campo Arañuelo, junto a la autovía EX-A1 que une Plasencia con Navalmoral de la Mata.
En el siglo XVI, Casatejada llegó a ser la localidad más poblada de la zona. Sin embargo, diversas causas redujeron la población de esta localidad en los siglos posteriores. Cuenta con una población de 1382 habitantes (INE 2024).
Casatejada ha recibido varias visitas de la realeza, pasando por este pueblo reyes como Fernando el Católico y Felipe V. En el siglo XX, en el Palacio de las Cabezas situado en su término municipal, Francisco Franco y Juan de Borbón se reunieron dos veces para debatir sobre la restauración monárquica en España.
El municipio está compuesto por dos núcleos de población: Casatejada y Baldío.

## Símbolos
El escudo de Casatejada fue aprobado mediante la "Orden de 14 de junio de 1993, por la que se aprueba el Escudo Heráldico y Bandera Municipal, para el Ayuntamiento de Casatejada", publicada en el Diario Oficial de Extremadura el 22 de junio de 1993 y aprobada por el Consejero de Presidencia y Trabajo Joaquín Cuello, luego de haber aprobado el expediente el pleno del ayuntamiento el 31 de julio de 1992 y haber emitido informe favorable el Consejo Asesor de Honores y Distinciones de la Junta de Extremadura el 25 de mayo de 1993. El escudo se define oficialmente así:

Escudo partido y entado en punta. Primero, de oro, busto de la Virgen de la Soledad, de sable y plata. Segundo, de sinople, casa tejada, de plata. Entado en punta, de gules, tiara y llaves, de oro y plata. Al timbre, Corona Real cerrada.

## Geografía física
El término municipal de Casatejada limita con:
- Toril y Majadas de Tiétar al oeste;
- Jaraíz de la Vera y Collado de la Vera al norte;
- Talayuela y Navalmoral de la Mata al este;
- Saucedilla al sur.

## Historia

### Origen y Antiguo Régimen
Se desconoce la fecha de su fundación, pero se sabe que en 1571 era la población más habitada de la zona. En 1635, durante el reinado de Felipe IV, se trató la compra de su exención jurisdiccional de Plasencia a la Hacienda Real. Después al no poder pagarla se vendió a Pedro Valle de la Cerda, lo que lleva a la población a un retroceso económico que es causa de gran disminución vecinal.

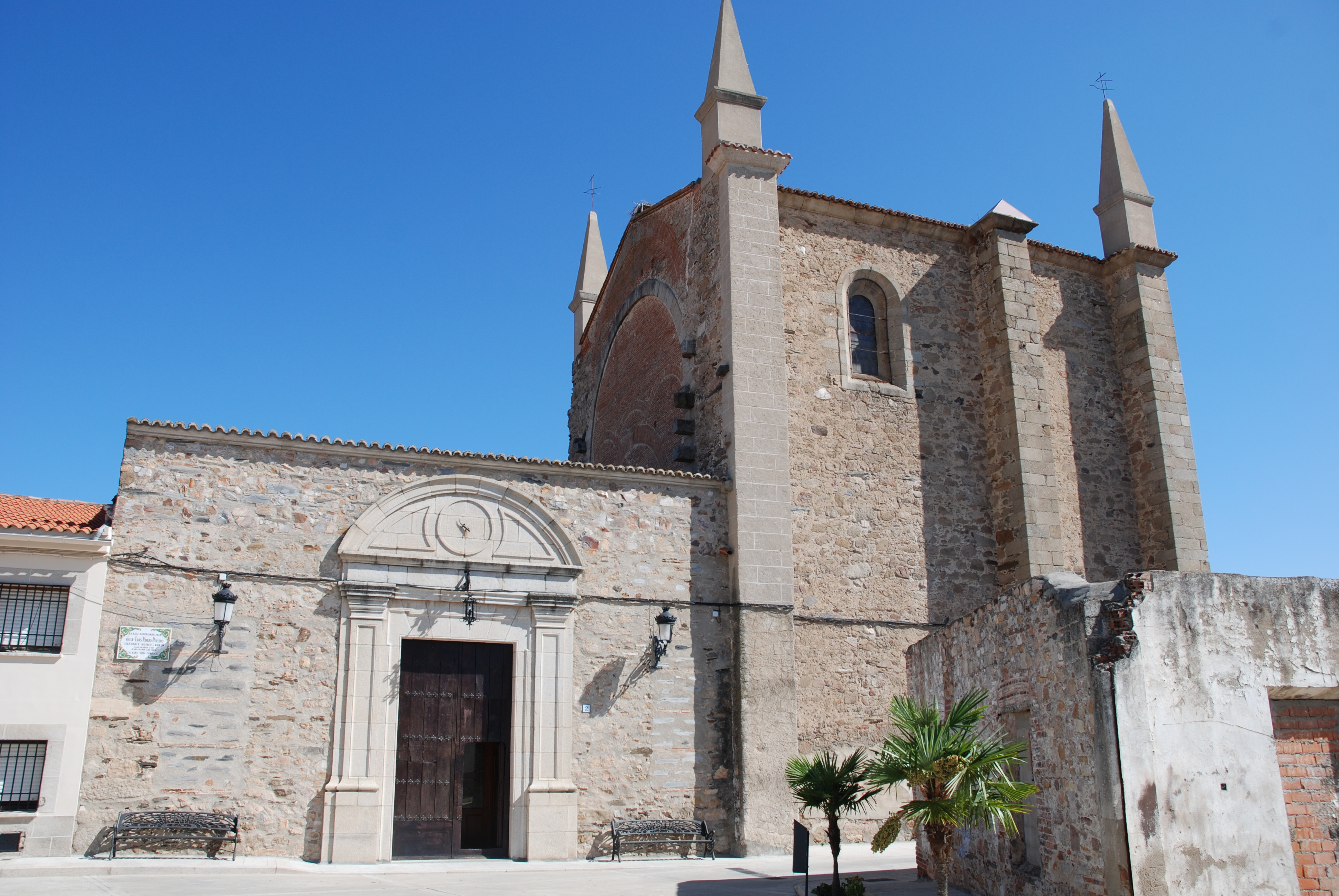
Ermita de la Soledad.

Casatejada ha recibido en varias ocasiones visitas de la realeza, llegando a ser capital del reino durante una temporada. En 1515 estuvo el Rey Fernando el Católico, y en 1710 Felipe V, en plena Guerra de Sucesión, permaneciendo tres meses.
Casatejada sufrió la Guerra de Sucesión, a comienzos del siglo XVIII, combatiendo en ella 300 de sus vecinos contra la caballería austriaca.
En la Guerra de la Independencia contra los franceses, las tropas de Napoleón se apoderaron de la población, saqueando sus iglesias y destruyendo tres cuartas partes de sus viviendas. Todas estas guerras, junto con el paludismo, hicieron disminuir la población, no pudiendo recuperarse hasta bien entrado el siglo XX.

### Formación del municipio
A la caída del Antiguo Régimen la localidad se constituye en municipio constitucional en la región de Extremadura, desde 1834 quedó integrado en el partido judicial de Navalmoral de la Mata. En el censo de 1842 contaba con 260 hogares y 1424 vecinos.

### Cuna monárquica
El Palacio de las Cabezas fue pieza clave en la reinstauración de la Monarquía en España, tras la dictadura de Primo de Rivera, a la que sucedió la II República y la dictadura de Franco. Aquí tuvieron lugar dos encuentros entre este último y Juan de Borbón, abuelo del actual Rey de España, abordando todo lo relacionado con el regreso de la monarquía borbónica a la Jefatura del Estado. Los encuentros se celebraron los días 28 de diciembre de 1954 y el 28 de marzo de 1960. Durante las largas entrevistas se habló de la sucesión monárquica, y de la educación que habría de recibir el joven Príncipe Juan Carlos, que entonces tenía 16 años. En los torreones de la entrada, dos placas dan fe de los encuentros entre Franco y el conde de Barcelona. Por qué Franco eligió Casatejada para estos encuentros es algo que todavía sigue siendo un misterio.

## Demografía
Casatejada cuenta con una población de 1382 habitantes (INE 2024).
| Gráfica de evolución demográfica de Casatejada entre 1842 y 2021                                                    |
| |
| Población de derecho según los censos de población del INE Población de hecho según los censos de población del INE |

En los primeros años de siglo XXI, la población ha tenido la siguiente distribución entre los núcleos de población del municipio:
| Núcleo de población      | 2002 | 2005 | 2008 | 2011 |
| ------------------------ | ---- | ---- | ---- | ---- |
| Casatejada (pueblo)      | 1174 | 1207 | 1278 | 1339 |
| Casatejada (diseminados) | 65   | 64   | 64   | 54   |
| Baldío                   | 25   | 53   | 20   | 68   |
| TOTAL                    | 1264 | 1324 | 1362 | 1461 |

## Administración y política

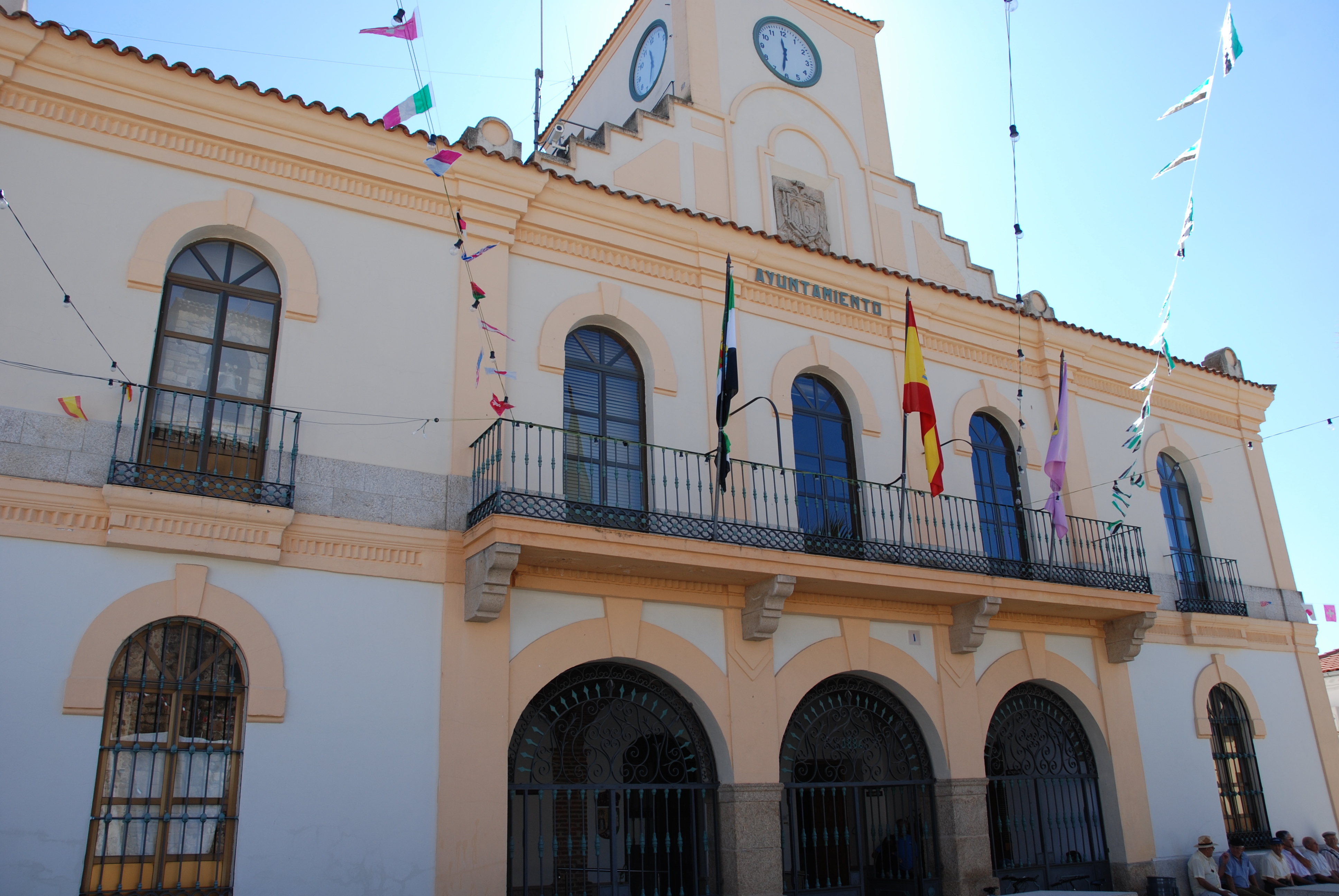
Ayuntamiento de Casatejada.

En la siguiente tabla se muestran los votos en las elecciones municipales de Casatejada, con el número de concejales entre paréntesis, en las elecciones municipales desde 2003:
| Año  | Año | Populares      | Socialistas   | Centro            | Otros                    |
| ---- | --- | -------------- | ------------- | ----------------- | ------------------------ |
| 2003 |     | PP: 243 (3)    | PSOE: 463 (6) | No se presentaron | No hubo más candidaturas |
| 2007 |     | PP-EU: 174 (2) | PSOE: 294 (3) | No se presentaron | AE: 310 (4)              |
| 2011 |     | PP-EU: 209 (2) | PSOE: 292 (4) | No se presentaron | AE: 255 (3)              |
| 2015 |     | PP: 149 (2)    | PSOE: 245 (3) | C's: 127 (1)      | UPyD: 246 (3)            |

| Periodo   | Nombre                                                                     | Partido      |
| --------- | -------------------------------------------------------------------------- | ------------ |
| 1979-1983 | Agapito Rodríguez                                                          | AE           |
| 1983-1987 | ¿?                                                                         | PSOE         |
| 1987-1991 | ¿?                                                                         | PSOE         |
| 1991-1995 | Manuel Soria                                                               | PSOE         |
| 1995-1999 | ¿?                                                                         | PSOE         |
| 1999-2003 | Agustín Miguel Hernández                                                   | PSOE         |
| 2003-2007 | Agustín Miguel Hernández                                                   | PSOE         |
| 2007-2011 | Francisco Javier García (hasta 2009) Agustín Miguel Hernández (desde 2009) | PP-EU · PSOE |
| 2011-2015 | Julián Soria                                                               | PSOE         |
| 2015-2019 | Jaime Pardo                                                                | UPyD         |

## Transportes

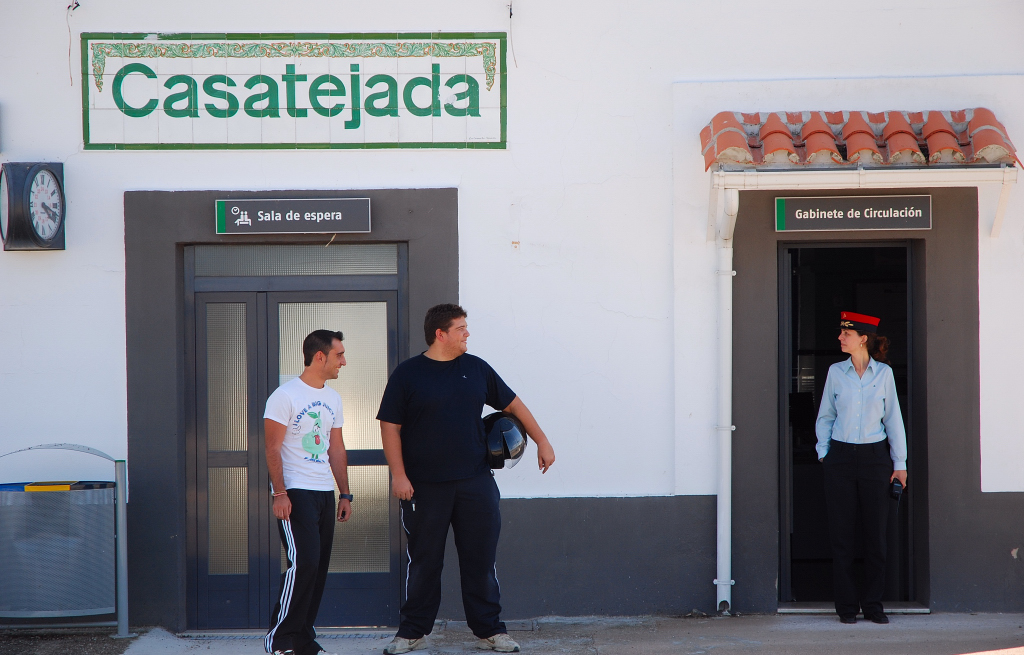
Viajeros esperando al tren en la estación de Casatejada.

La principal carretera del municipio es la autovía EX-A1, que une Navalmoral de la Mata al este con Malpartida de Plasencia, la A-66, Galisteo, Alagón del Río y Coria al oeste. Cuenta con una carretera secundaria adicional, la EX-108, que transcurre paralela a la autovía. Ambas carreteras pasan al norte de la capital municipal.
Junto a la autovía hay carreteras provinciales como la CC-17.1 que lleva a Saucedilla, Almaraz y la A-5 y la CC-17.2 que lleva a la EX-392, desde la cual se puede ir a Jaraíz de la Vera. Ambas carreteras provinciales circunvalan el oeste del pueblo, la primera con el nombre de avenida de la Constitución y la segunda con el nombre de calle Real. Del lugar donde se juntan las dos carreteras sale la CC-53, que lleva a Serrejón. De la CC-17.2 salen la carretera CC-66 que lleva a Majadas de Tiétar y más al norte un camino rural que lleva a Baldío y Talayuela.
En cuanto al transporte público, Casatejada cuenta con una estación de ferrocarril dentro de la línea que une Madrid con Cáceres pasando por Talavera de la Reina y Plasencia.

## Servicios públicos

### Educación
El municipio cuenta con un colegio propio, el CP José Pavón.

### Sanidad
Casatejada cuenta con un consultorio de atención primaria.

## Patrimonio

### Monumentos religiosos

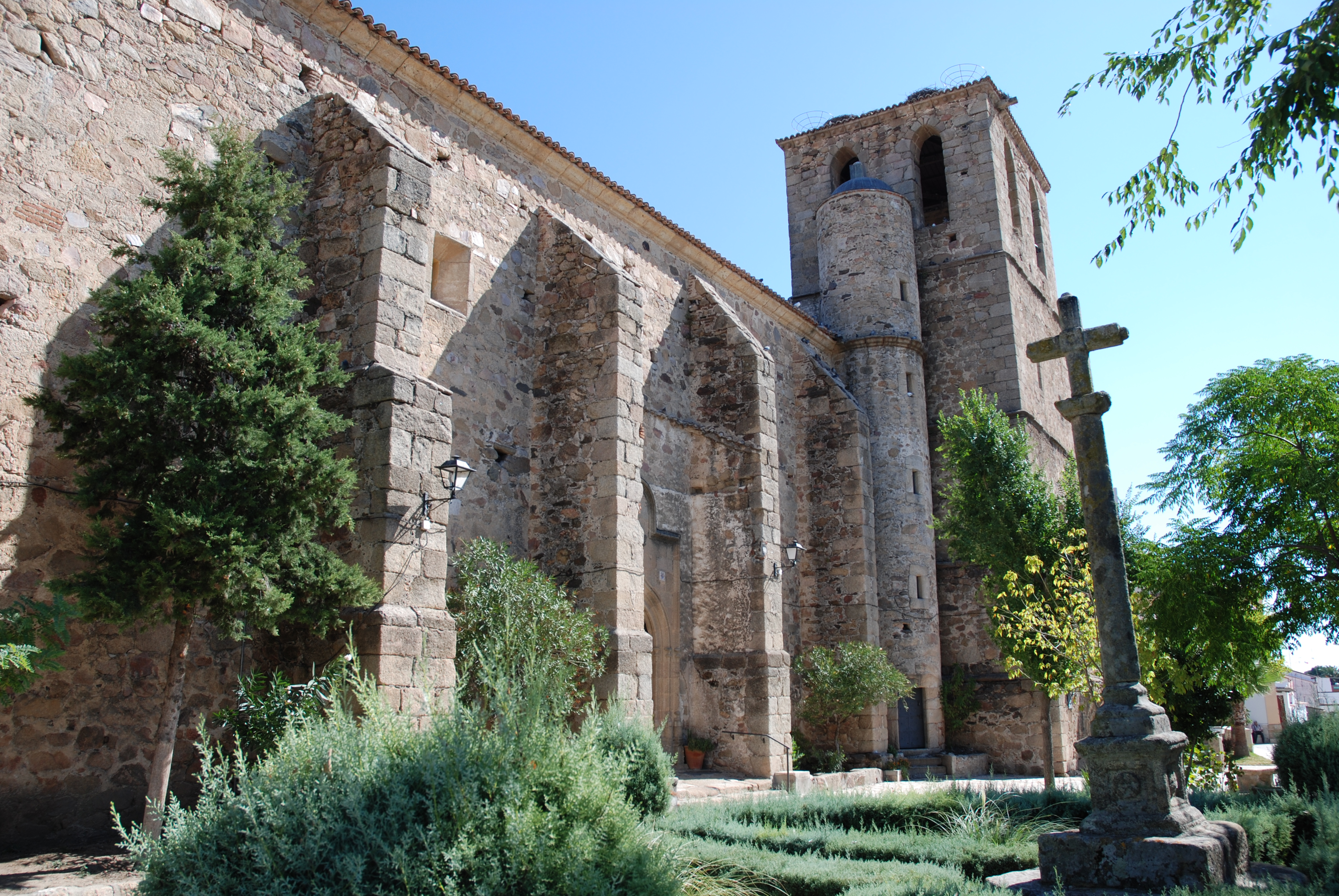
Iglesia de San Pedro.

El municipio cuenta con los siguientes monumentos religiosos:
- Iglesia de San Pedro ad Vincula, iglesia parroquial católica bajo la advocación de San Pedro ad Vincula, en la archidiócesis de Mérida-Badajoz, diócesis de Plasencia, sede del arciprestazgo de Casatejada;[25]
- Ermita de Nuestra Señora de la Soledad;
- Ermita de las Angustias.

### Rollo jurisdiccional

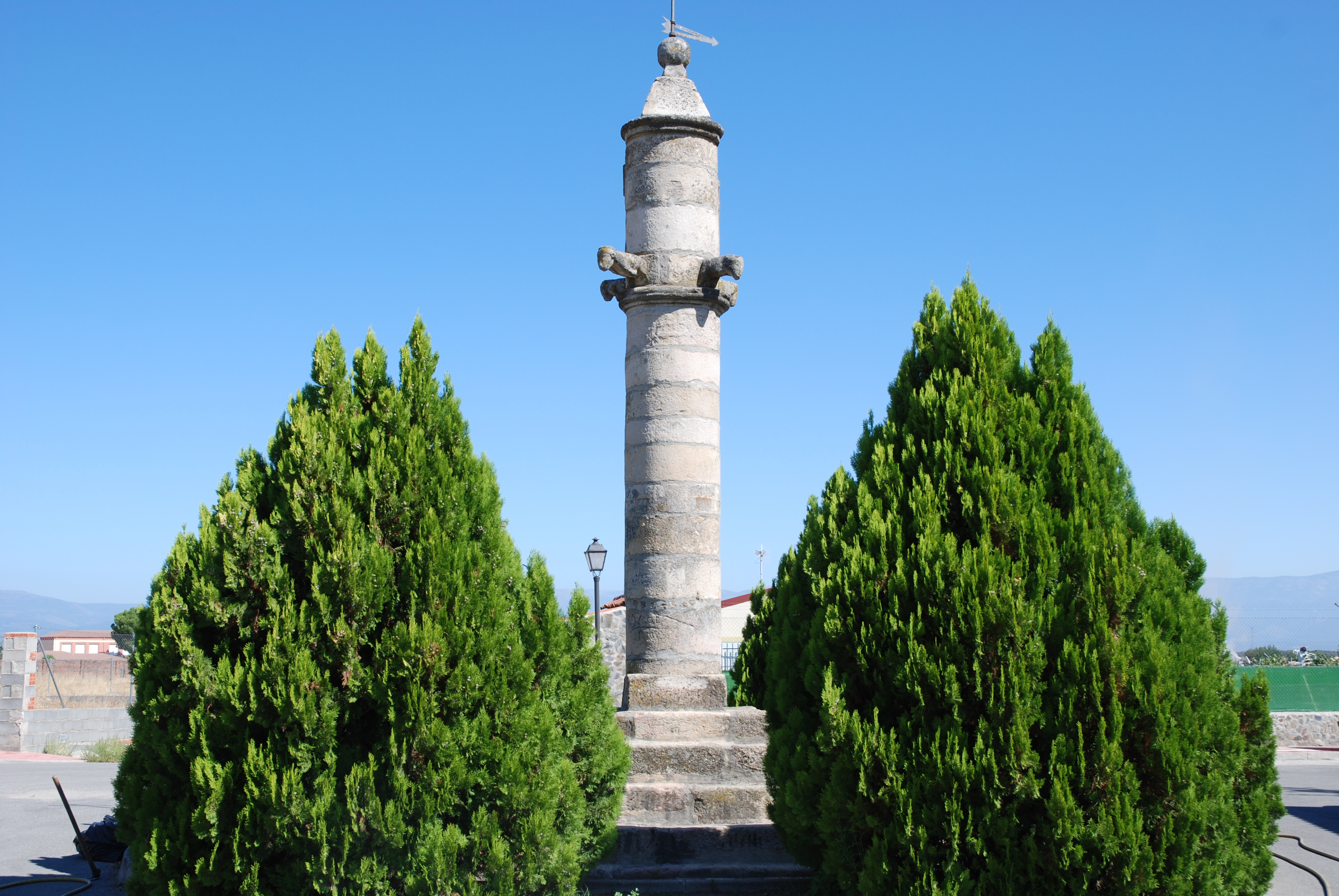
Rollo jurisdiccional de Casatejada, al este del pueblo.

Monumento de piedra barroqueña, data de 1635, fecha en que Casatejada compra su jurisdicción a Plasencia. Se levanta al pie del Camino Real, sobre una grada de cinco escalones de piedra cuadrada; en el centro se eleva una columna, con collarino con cuatro canecillos mirando a los puntos cardinales. Se corona con una bola sobre la que hay una cruz de hierro. En él estaba tallado el escudo de armas de los Valle de la Cerda, siendo picado y borrado por los vecinos al conseguir su independencia. Un tesoro que hoy sigue en pie.

### Palacio de las Cabezas
El Palacio de las Cabezas está rodeado de encinas y alcornoques. Fue construido en 1876 por el primer marqués de Comillas para convertirlo en pabellón de caza. La estructura la forman tres alas de corte neogótico. Su elegante figura destaca sobre un montículo que domina casi todo el Campo Arañuelo, al margen de la nueva autovía EX-A1 a su paso por esta localidad.

## Festividades
En Casatejada se celebran las siguientes fiestas locales:
- Quintos, el 3 de febrero;
- Romería de las natillas, el domingo siguiente al de Pascua;
- Romería de la Virgen de las Angustias, el 1 de mayo;
- Velada de Santa Isabel, la noche del 2 de julio;
- Feria de Santiago, el 25 de julio;
- Semana Cultural, primera semana de agosto;
- La Función, 17 y 18 de septiembre;
- Calbotada, el 1 de noviembre.